# Корніш (Нью-Гемпшир)
Корніш (англ. Cornish) — місто (англ. town) в США, в окрузі Салліван штату Нью-Гемпшир. Населення — 1616 осіб (2020).

## Демографія
Згідно з переписом 2010 року, у місті мешкало 1640 осіб у 687 домогосподарствах у складі 496 родин. Було 747 помешкань
Расовий склад населення:
| - 97,0 % — білих - 0,5 % — корінних американців - 0,4 % — чорних або афроамериканців - 0,4 % — азіатів |

До двох чи більше рас належало 1,5 %. Частка іспаномовних становила 0,9 % від усіх жителів.
За віковим діапазоном населення розподілялося таким чином: 18,5 % — особи молодші 18 років, 66,3 % — особи у віці 18—64 років, 15,2 % — особи у віці 65 років та старші. Медіана віку мешканця становила 48,6 року. На 100 осіб жіночої статі у місті припадало 100,2 чоловіків;  на 100 жінок у віці від 18 років та старших — 99,1 чоловіків також старших 18 років.
Середній дохід на одне домашнє господарство  становив 92 603 долари США (медіана — 77 667), а середній дохід на одну сім'ю — 107 418 доларів (медіана — 95 000). Медіана доходів становила 51 316 доларів для чоловіків та 55 000 доларів для жінок. За межею бідності перебувало 9,3 % осіб, у тому числі 23,5 % дітей у віці до 18 років та 1,6 % осіб у віці 65 років та старших.
Цивільне працевлаштоване населення становило 910 осіб. Основні галузі зайнятості: освіта, охорона здоров'я та соціальна допомога — 36,0 %, виробництво — 20,7 %, науковці, спеціалісти, менеджери — 10,7 %, роздрібна торгівля — 9,5 %.